# Баркон (Тревизо)
Баркон је насеље у Италији у округу Тревизо, региону Венето.
Према процени из 2011. у насељу је живело 904 становника. Насеље се налази на надморској висини од 66 м.